# Ахмед, Иштиак (хоккеист на траве)
Иштиак Ахмед (урду ناشتياق احمد‎, англ. Ishtiaq Ahmed, 20 декабря 1962, Шекхупура, Пакистан) — пакистанский хоккеист (хоккей на траве), полузащитник. Олимпийский чемпион 1984 года.

## Биография
Иштиак Ахмед родился 20 декабря 1962 года в пакистанском городе Шекхупура.
Играл в хоккей на траве за ПИА из Карачи.
В 1984 году вошёл в состав сборной Пакистана по хоккею на траве на летних Олимпийских играх в Лос-Анджелесе и завоевал золотую медаль. Играл на позиции полузащитника, провёл 5 матчей, мячей не забивал.
В 1988 году вошёл в состав сборной Пакистана по хоккею на траве на летних Олимпийских играх в Сеуле, занявшей 5-е место. Играл на позиции полузащитника, провёл 4 матча, мячей не забивал.
В 1982 году выиграл золотую медаль хоккейного турнира летних Азиатских игр в Нью-Дели, в 1986 году — серебряную награду на летних Азиатских играх в Сеуле.
В 1981—1988 годах провёл за сборную Пакистана 134 матча, забил 9 мячей.